# Sci di fondo ai IX Giochi asiatici invernali - 10km TL maschile
La gara della 10km tecnica libera maschile si è svolta il 10 febbraio 2025 allo Yabuli Ski Resor di Harbin, in Cina. 

## Risultati
| Pos | Atleta                   | Nazione       | Tempo     |
| --- | ------------------------ | ------------- | --------- |
| 1   | Haruki Yamashita         | Giappone      | 21:06.5   |
| 2   | Takatsugu Uda            | Giappone      | 21:16.5   |
| 3   | Olzhas Klimin            | Kazakistan    | 21:20.3   |
| 4   | Bao Lin                  | Cina          | 21:38.6   |
| 5   | Wang Qiang               | Cina          | 21:50.2   |
| 6   | Vladislav Kovalyov       | Kazakistan    | 21:52.6   |
| 7   | Li Minglin               | Cina          | 21:52.8   |
| 8   | Yuito Habuki             | Giappone      | 22:01.3   |
| 9   | Chen Degen               | Cina          | 22:10.5   |
| 10  | Nail Bashmakov           | Kazakistan    | 22:12.8   |
| 11  | Byun Ji-yeong            | Corea del Sud | 22:16.5   |
| 12  | Jeong Jong-won           | Corea del Sud | 22:26.1   |
| 13  | Lee Geon-yong            | Corea del Sud | 22:55.4   |
| 14  | Lee Joon-seo             | Corea del Sud | 22:56.3   |
| 15  | Achbadrakh Batmunkh      | Mongolia      | 22:59.7   |
| 16  | Yernar Nursbekov         | Kazakistan    | 23:10.8   |
| 17  | Zolbayar Otgonlkhagva    | Mongolia      | 24:20.5   |
| 18  | Khuslen Ariunjargal      | Mongolia      | 24:24.5   |
| 19  | Danyal Saveh Shemshaki   | Iran          | 24:25.2   |
| 20  | Artur Saparbekov         | Kirghizistan  | 24:41.6   |
| 21  | Rameez Ahmad Padder      | India         | 25:01.5   |
| 22  | Shubam Parihar           | India         | 25:20.9   |
| 23  | Manjeet                  | India         | 25:23.2   |
| 24  | Musa Rakhmanberdi Uulu   | Kirghizistan  | 25:56.4   |
| 25  | Padma Namgail            | India         | 25:57.7   |
| 26  | Eldar Kadyrov            | Kirghizistan  | 26:00.2   |
| 27  | Alireza Moghdid          | Iran          | 26:18.4   |
| 28  | Thanatip Bunrit          | Thailandia    | 26:23.7   |
| 29  | Seyed Ahmad Reza Seyd    | Iran          | 26:40.4   |
| 30  | Samer Tawk\|             | Libano        | 26:52.6   |
| 31  | Mahdi Tir                | Iran          | 26:58.1   |
| 32  | Lee Chieh-Han            | Taipei cinese | 27:00.5   |
| 33  | Tariel Zharkymbaev       | Kirghizistan  | 27:53.2   |
| 34  | Jittipat Chitmunchaitham | Thailandia    | 28:13.2   |
| 35  | Marcelino Tawk           | Libano        | 28:22.6   |
| 36  | Athit Nitisapon          | Thailandia    | 28:36.1   |
| 37  | Jakawan Charoensook      | Thailandia    | 28:51.1   |
| 38  | Liu Hao-En               | Taipei cinese | 28:57.2   |
| 39  | Zolbayar Tserendendev    | Mongolia      | 29:23.2   |
| 40  | Liu Hao-Che              | Taipei cinese | 29:58.5   |
| 41  | Muhammad Shabbir         | Pakistan      | 30:23.1   |
| 42  | Joseph James Peng        | Taipei cinese | 30:56.9   |
| 43  | Tang Wei Yan             | Malaysia      | 39:12.1   |
| 44  | Dhanushka Gedara         | Sri Lanka     | 51:15.7   |
| 45  | Shehan Muthugala         | Sri Lanka     | 1:09:44.6 |
| 46  | Sajeev de Silva          | Sri Lanka     | 1:12:03.4 |
|     | Hyuga Otaki              | Giappone      | DNS       |